# Iris latifolia
Iris latifolia is een kruidachtige, vaste plant uit de lissenfamilie. De plant komt van nature voor in de Pyreneeën en het Cantabrisch Gebergte in Noord-Spanje.
Het is een plant met opvallende, violet-blauwe bloemen die vooral in kalkgraslanden te vinden is.

## Naamgeving enetymologie
- Synoniemen: Iris xiphioides Ehrh., Xiphion latifolium Mill.
- Frans: Iris des Pyrénées
- Engels: English Iris
- Duits: Englische Schwertlilie, Pyrenäen-Schwertlilie
- Spaans: Lirio azul

De botanische naam Iris verwijst naar Iris, de Griekse boodschapster van de goden en tevens de personificatie van de regenboog. De soortaanduiding latifolia is afkomstig van het Latijnse latus (breed) en folium (blad).

## Kenmerken
Het is een overblijvende plant die overwintert met een eivormige bloembol. De bloemstengel is tot 50 cm lang, rechtopstaand, met een aantal tot 65 cm lange en 8 cm brede lijnvormige bladeren, vooral aan de basis van de stengel. De bladeren zijn aan de bovenzijde dikwijls wit en membraneus.
De diep violet-blauwe bloemen staan in groepjes van één tot drie bij elkaar op een bloemstengel. De bloemen zijn drievoudig actinomorf (radiaal symmetrisch) met drie binnenste, rechtopstaande bloemdekbladen, tot 6 cm lang, en drie buitenste, afhangende bloemdekbladen, tot 7,5 cm lang. De buitenste bloemdekbladen bestaan uit een smal, basaal deel, dat wordt afgedekt door de meeldraden, en een veel breder distaal deel met in het midden een langwerpige gele vlek. Het vruchtbeginsel is driehokkig, de stijl bladvormig verbreed, met de stempel aan de onderzijde. Er zijn drie meeldraden, eveneens bladvormig verbreed. De vrucht is een langwerpige, driehokkige zaaddoos met talrijke ruwe, bolvormige bruine zaden.
De plant bloeit van juni tot juli.

## Habitaten verspreiding
De plant is voornamelijk te vinden in kalkgraslanden en vochtige alpenweilanden, van zeeniveau tot op 1500 m.
De plant is endemisch in de Pyreneeën en het Cantabrisch Gebergte in Noord-Spanje.
... · 
I. ensata (Japanse iris) · 
I. germanica (Blauwe lis) · 
I. latifolia · 
I. lutescens · 
I. pseudacorus (Gele lis) · 
I. pumila · 
I. reticulata · 
...